# 为人民服务 (小说)
《为人民服务》為中国作家阎连科的中篇小说，內容敘述中国人民解放军中一个为师长家服务的勤务兵吳大旺与性饑渴的师长夫人劉蓮的婚外恋故事。
《为人民服务》删节本刊登于广州文學雙月刊《花城》杂志2005年第一期，随后被中宣部查禁，认为这部小说詆毀毛澤東“為人民服務”的宗旨和軍隊，不准發行、轉載、評論、摘編、報道，并收回已经发出的杂志。但是查禁反而使这部小说的知名度大增。
作品被韩国改编成同名电影，由智眼、延玗臻领衔饰演，2022年2月23日在韩国上映。2022年3月25日在台湾上映。